# طولبة أمحمد
يادي محمد الوسيني هو المدير العام للأمن الوطني الجزائري للفترة الممتدة بين جوان 1991 وماي 1994 وذلك خلفاً للسيد لحرش بشير.
قبل ذلك كان طولبة محمد رئيس أمن ولاية الجزائر ثم قنصل عام للجزائر في ليون بفرنسا.